# Dalmanuta

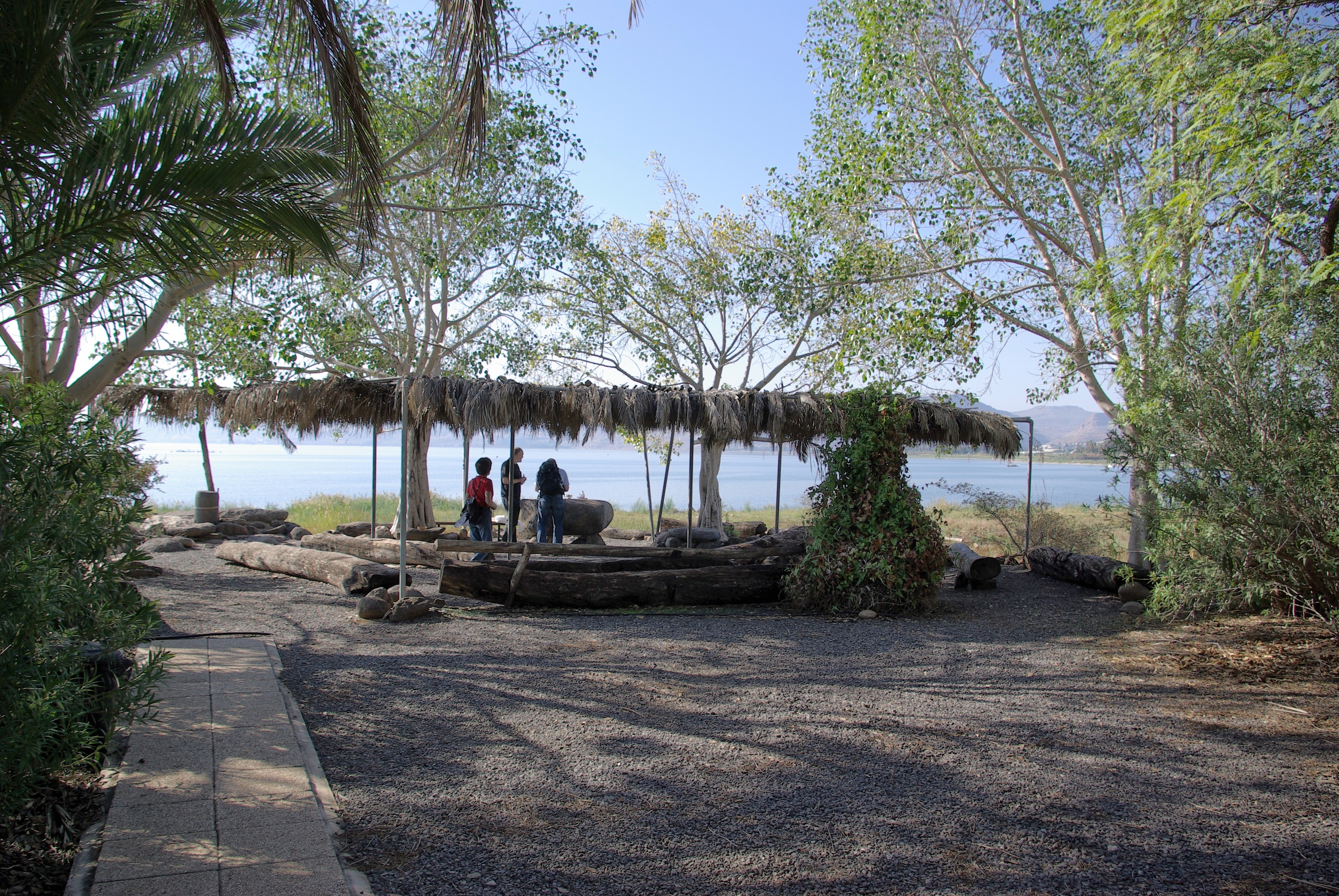
Local de culto perto da Igreja da Multiplicação

Dalmanuta foi o destino desconhecido de Jesus nas margens do Mar da Galileia após ter alimentado as quatro mil pessoas, conforme registrado no Evangelho de Marcos (Marcos 8:10). Acredita-se, por vezes, estar nas imediações de Magdala, a alegada cidade natal de Maria Madalena, uma vez que a passagem paralela no Evangelho de Mateus (Mateus 15:39), refere-se de "Magadã", que tem sido considerada como uma variante de "Magdala".